# Guerra aos Emus

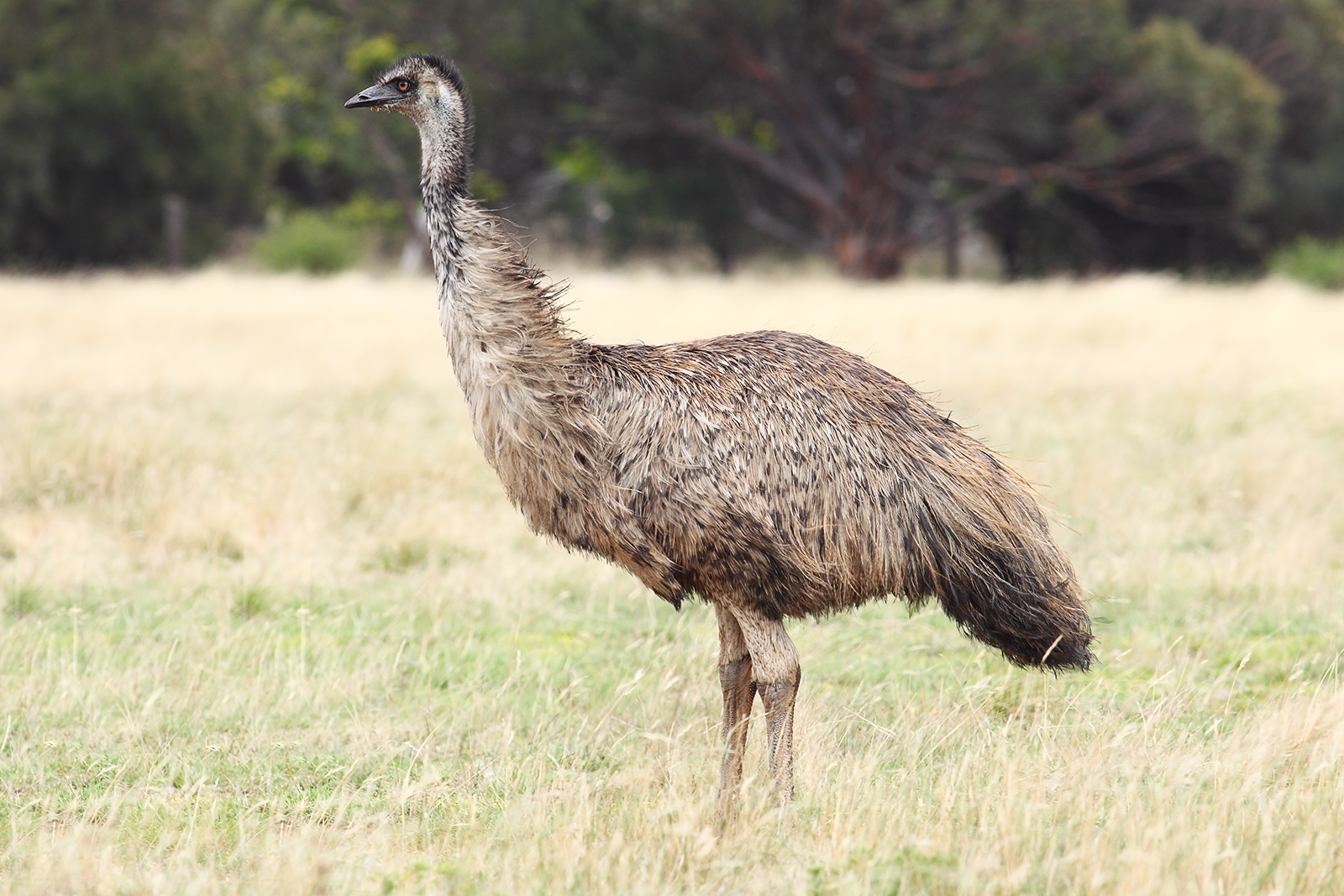
Um emu australiano.

A Guerra aos Emus, também conhecida como Grande Guerra aos Emus, foi uma operação militar para gestão da vida selvagem incômoda empreendida na Austrália no final de 1932, a fim de intervir numa preocupação pública em relação ao número de emus que estaria crescendo descontroladamente no distrito de Campion na Austrália Ocidental. As tentativas falhas para reter a população de emus, a maior ave nativa da Austrália, levaram à utilização de soldados armados com metralhadoras Lewis — levando a mídia a adotar o nome "Emu War" (Guerra aos Emus, em português) ao se referir ao incidente.

## Contexto
Após a Primeira Guerra Mundial, um grande número de ex-soldados da Austrália, junto com um número de veteranos britânicos, se tornaram agricultores na Austrália Ocidental, muitas vezes em áreas marginais. Com o começo da Grande Depressão na Austrália em 1929, esses fazendeiros foram encorajados a aumentar suas colheitas de trigo, com o governo prometendo (e falhando em conceder) assistência em forma de subsídios. Apesar das recomendações e dos subsídios prometidos, os preços do trigo continuaram a cair e em outubro de 1932 os problemas foram se tornando mais intensos, com os fazendeiros se preparando para colher das culturas da temporada enquanto simultaneamente ameaçando se recusarem a carregar o trigo.
As dificuldades enfrentadas pelos fazendeiros foram aumentadas pela chegada de mais de 20 000 emus. Emus migraram regularmente depois da temporada de reprodução, indo das regiões do interior à costa. Com a terra desmatada e os suprimentos adicionais de água sendo disponibilizados para a pecuária pelos fazendeiros do oeste australiano, os emus descobriram que as terras cultivadas eram bons habitats e começaram a saquear dentro dos territórios particulares para as fazendas, nas fazendas marginais ao redor de Chandler e Walgoolan. Os emus consumiram e destruíram as colheitas, além de deixar grandes aberturas nas cercas por onde coelhos puderam entrar e causar ainda mais problemas.
Fazendeiros comunicaram suas preocupações sobre as aves devastando suas colheitas e uma delegação de ex-soldados foi enviada para encontrar-se com o Ministro da Defesa, Sir George Pearce. Tendo servido na Primeira Guerra Mundial, os soldados colonos estavam bem cientes da eficiência das metralhadoras e pediram a sua implantação. O ministro concordou prontamente, embora sob condições: as armas deviam ser usadas por militares, o transporte das tropas seria financiado pelo governo da Austrália Ocidental e os agricultores teriam que fornecer alimento, alojamento e pagar pela munição. Pearce também apoiou a implantação, alegando que as aves seriam uma boa prática para tiro ao alvo, embora também tenha sido argumentado que alguns membros do governo podem ter visto isso como uma forma de serem vistos ajudando os fazendeiros australianos ocidentais e, para esse fim, um cineasta da Movietone News se alistou.

## A "Guerra"

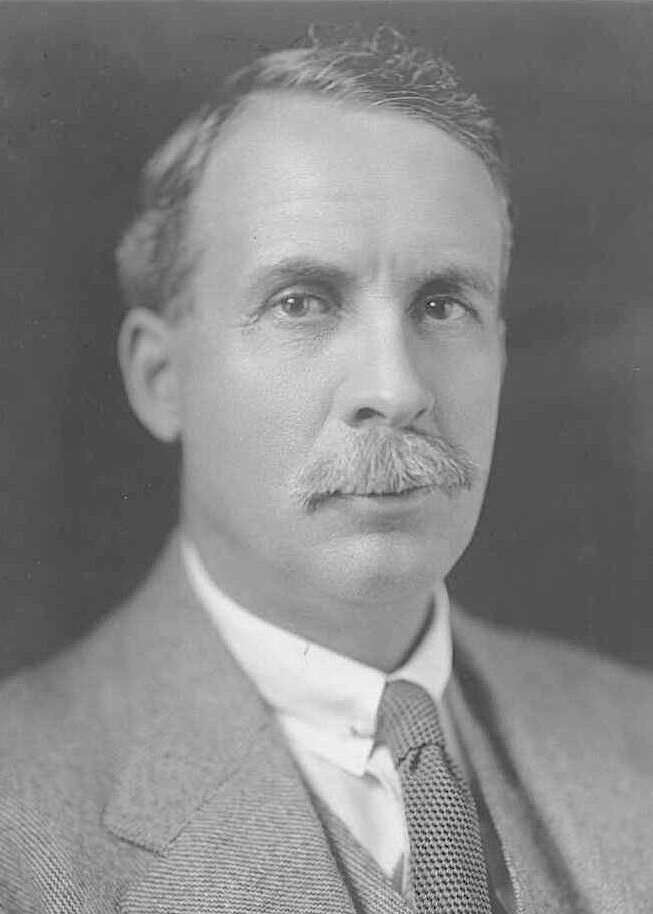
Sir George Pearce, que ordenou que o exército abatesse a população de emu. Ele mais tarde foi referido no Parlamento como o "Ministro da Guerra aos Emus" pelo Senador James Dunn.

O envolvimento militar deveria começar em outubro de 1932. A "guerra" foi conduzida sob o comando do Major G.P.W. Meredith da Sétima Bateria Pesada da Artilharia Real Australiana, com Meredith comandando os soldados Sargento S. McMurray e Gunner J. O'Hallora, armados com duas metralhadoras Lewis e 10.000 cartuchos de munição. A operação foi atrasada, no entanto, por um período de chuvas que faz os emus se espalharem por uma área mais ampla. A chuva cessou em 2 de novembro de 1932, ponto em que as tropas foram enviadas com ordens para ajudar os fazendeiros e, de acordo com uma conta de jornal, coletar 100 peles de emu para que suas penas pudessem ser usadas para fazer chapéus para light horsemen.

### Primeira tentativa
Em 2 de novembro a tropa viajou a Campion, onde 50 emus foram avistados. Como as aves estavam além do alcance das metralhadoras, os lavradores locais tentaram guiar os emus para uma emboscada, Mas as aves se dispersaram em grupos pequenos e correram suficientemente para ser difícil acertá-los. Ainda assim, enquanto a primeira salva de tiros foi ineficiente devido ao alcance, a segunda rodada pôde matar "algumas" aves. Ainda no mesmo dia, um grupo pequeno foi encontrado e "talvez uma dúzia" de emus foi abatida.
O próximo evento significante se deu no dia 4 de novembro. Meredith armou uma emboscada perto de uma represa local, e mais de 1 000 emus foram vistos de direcionando para sua posição. Dessa vez os atiradores esperaram até os emus se aproximarem antes de abrir fogo. A metralhadora falhou depois de matar apenas 12 aves e as outras se dispersaram antes de qualquer outra ser atingida. Nenhum outro emu foi avistado naquele dia.
Nos dias seguintes, Meredith decidiu se locomover para o sul, onde as aves era, "dadas como razoavelmente dóceis", Mas seus esforços tiveram sucesso limitado. Pelo quarto dia da campanha os observadores do exército notaram que "cada rebanho agora parece ter seu próprio líder — uma ave grande de plumas negras com 1,80 m de altura e que vigia enquanto seus companheiros realizam suas obras destrutivas e lhes avisa quando nos aproximamos". A um certo ponto, Meredith chegou a montar uma das metralhadoras em um caminhão, estratégia que se provou ineficiente, pois o caminhão não conseguia ir tão rápido quanto os emus e o terreno íngreme atrapalhava os atiradores. Em 8 de novembro, seis dias após o primeiro encontro, 2 500 balas haviam sido disparadas. O número de aves abatidas é incerto: um relato estima 50, mas outros relatos variam entre 200 e 500 — o número mais alto sendo relatado pelos lavradores locais. O relatório oficial de Meredith notificou que seus homens não haviam sofrido baixas.
Sumarizando a operação, o ornitólogo Dominic Serventy comentou:
Os sonhos dos atiradores de tiros à queima-roupa em massas cerradas de emus foram logo dissipados. O comando dos emus tinha evidentemente ordenado táticas de guerrilha, e seu exército imanuseável logo se dividiu em unidades pequenas que tornaram o uso do equipamento militar algo não-econômico. Uma força terrestre cabisbaixa se retirou da área de combate após cerca de um mês.Original (em inglês): The machine-gunners' dreams of point blank fire into serried masses of Emus were soon dissipated. The Emu command had evidently ordered guerrilla tactics, and its unwieldy army soon split up into innumerable small units that made use of the military equipment uneconomic. A crestfallen field force therefore withdrew from the combat area after about a month. (em inglês)
Em 8 de novembro, membros da Câmara dos Representantes da Austrália discutiram a operação. Após os eventos serem abordados negativamente pela imprensa local, que incluía alegações de que "apenas uns poucos" emus haviam morrido, Pearce retirou os soldados e as armas em 8 de novembro.
Após a retirada, Major Meredith comparou os emus aos Zulus e comentou na manobrabilidade impressionante das aves, mesmo quando gravemente feridas.

Se tivéssemos uma divisão militar tão resistente quanto essas aves, ela poderia enfrentar qualquer exército do mundo... Eles são tão invulneráveis quanto tanques ao encarar as metralhadoras. Eles são como Zulus que não podiam ser parados nem com balas dum dum.Original (em inglês): If we had a military division with the bullet-carrying capacity of these birds it would face any army in the world ... They can face machine guns with the invulnerability of tanks. They are like Zulus whom even dum-dum bullets could not stop. (em inglês)

### Segunda tentativa
Após a retirada do exército, os emus continuaram a atacar as plantações. Os lavradores mais uma vez pediram ajuda, citando o tempo quente e a seca que trouxe milhares de emus para as plantações. James Mitchell, o Premiê da Austrália Ocidental, apoiou o retorno da ajuda militar. Ao mesmo tempo, foi lançado um relatório do comandante da base que indicava que 300 emus haviam sido mortos na operação inicial.
Em repostas aos pedidos e ao relatório do comandante de base, o Ministro da Defesa aprovou a retomada da operação em 12 de novembro. Ele defendeu a decisão no Senado, explicando por que os soldados eram necessários para combater a grande ameaça agricultural que a larga população de emus representava. Embora o exército tivesse prometido emprestar as metralhadoras para o governo da Austrália Ocidental na condição de que eles provessem os soldados necessários, Meredith foi mais uma vez colocado na operação devido a uma aparente falta de operadores de metralhadora com experiência no estado.
Voltando ao campo de batalha em 13 de novembro de 1932, o exército viu êxitos nos primeiros dois dias, com aproximadamente 40 emus abatidos. O terceiro dia, 15 de novembro, teve bem menos sucesso, mas em 2 de dezembro os soldados estavam matando aproximadamente 100 emus por semana. Meredith foi reconvocado em 10 de dezembro, e no seu relatório ele alegou ter abatido 986 emus com 9860 balas, uma taxa de exatamente 10 balas por emu morto. Meredith também alegou que 2 500 emus feridos haviam morrido em decorrência dos seus ferimentos.

## Resultado
Apesar dos problemas encontrados com o abate, os agricultores da região novamente solicitaram assistência militar em 1934, 1943 e 1948, apenas para serem recusados pelo governo. Em vez disso, o sistema de recompensas que havia sido instigado em 1923 continuou e isso provou ser eficaz: 57.034 recompensas foram reivindicadas durante um período de seis meses em 1934.
Em dezembro de 1932, a notícia da Guerra dos Emu se espalhou, chegando ao Reino Unido. Alguns conservacionistas protestaram contra o abate como "extermínio do raro emu". Dominic Serventy e Hubert Whittell, os eminentes ornitólogos australianos, descreveram a "guerra" como "uma tentativa de destruição em massa das aves".
Ao longo de 1930 e em diante, a cerca de exclusão de pragas se tornou um meio popular de manter o emu fora das áreas agrícolas (além de outros animais nocivos, como dingoes e coelhos).
Em novembro de 1950, Hugh Leslie levantou as questões dos emus no parlamento federal e instou o ministro do Exército Josiah Francis a liberar uma quantidade de munição 0,303 do exército para uso dos agricultores. O ministro aprovou a liberação de 500 000 cartuchos de munição.